# Dicladispa iranica
Dicladispa iranica es una especie de insecto coleóptero de la familia Chrysomelidae.
Fue descrita científicamente en 1984 por Igor Lopatin.